# طريق

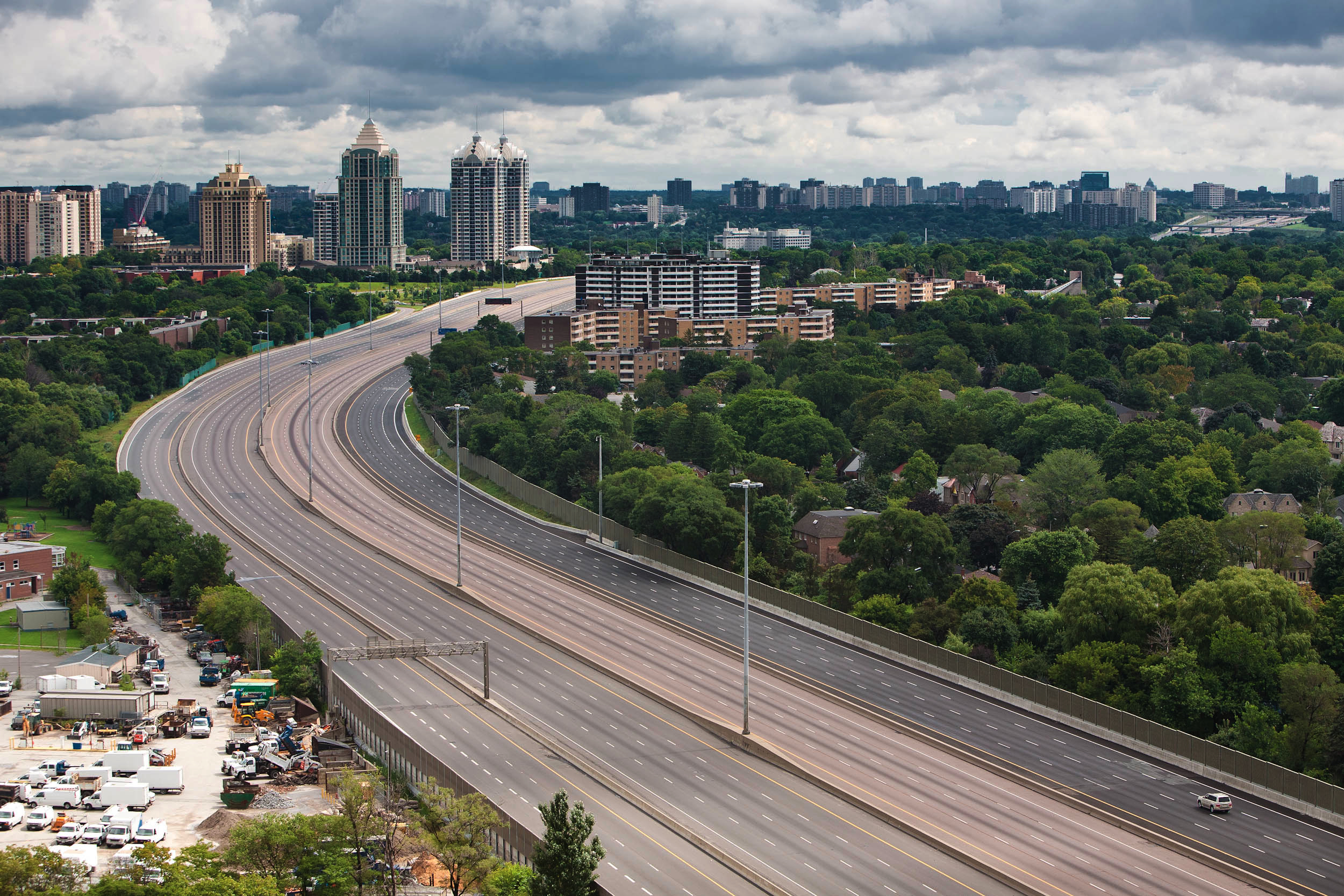
طريق سيار

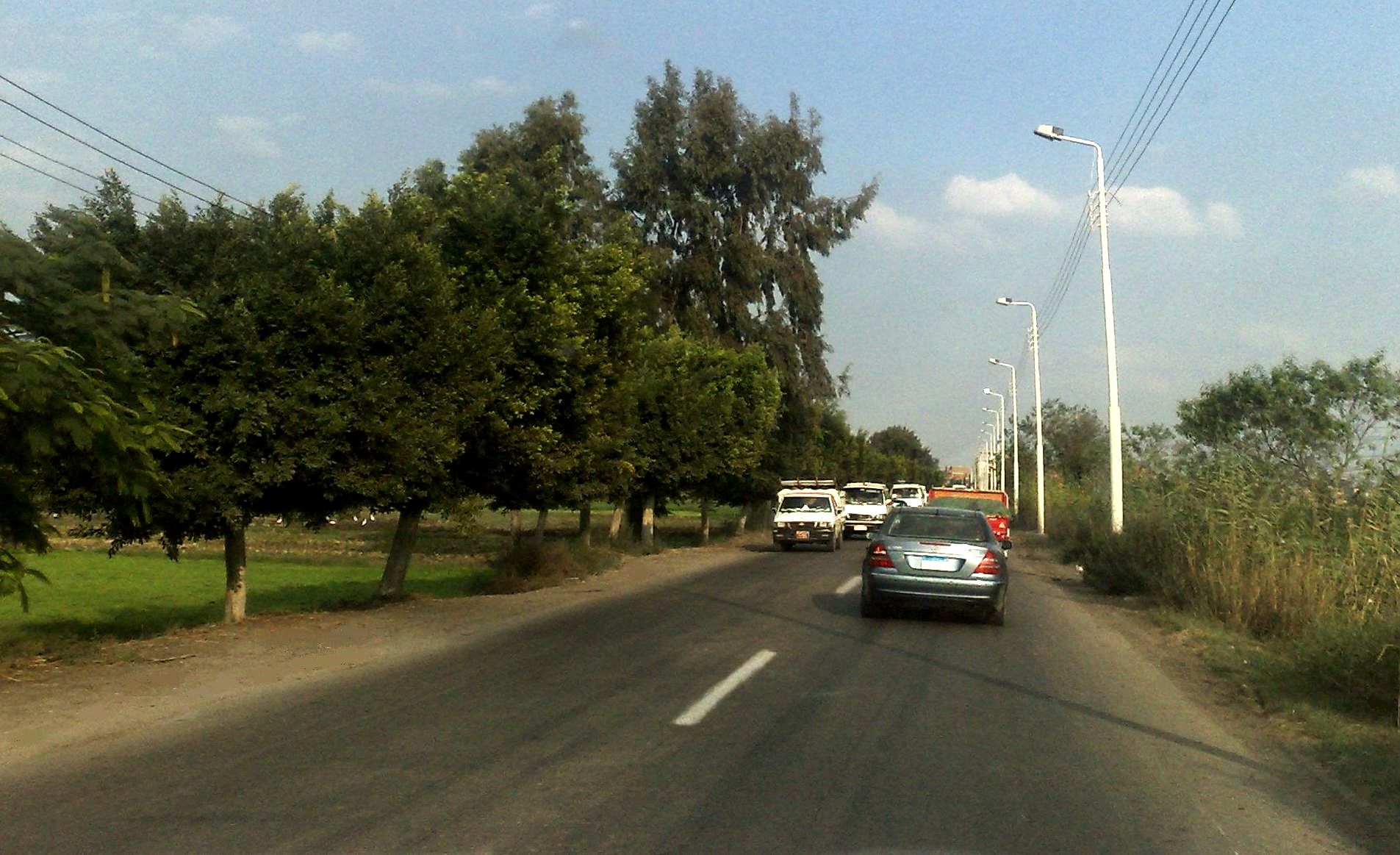
طريق زراعي

الطريق هو شريط أرضي به مسارات معدة لحركة السيارات وغيرها من المركبات التي تتحرك على عجلات. والطرق تصل المناطق الحضرية بعضها ببعض، كما تصلها بالمناطق الريفية. وتعرف الطرق التي تخترق المدن باسم الشوارع. والطرق ذات أهمية حيوية، إذ يستخدمها المزارعون في نقل محاصيلهم إلى الأسواق، وتسير عليها الشاحنات الكبيرة لتوزيع الإنتاج الصناعي من منطقة إلى أخرى. كما تقطعها السيارات والحافلات والدراجات وغيرها من وسائل النقل للأغراض النفعية والترفيهية.

## الطريق في اللغة
كلمة الطريق مذكر ويؤنث، وجمعه أطْرُق وطُرُق وأطْرِقاء وأطْرِقَة وجمع الجمع طُرُقات

## أقسام الطريق
- الرصيف: هو الجزء المرتفع من الطريق والمحاذي له من الجانبين، والمعد لسير المشاة.
- كتف الطريق: هو جزء من الطريق ومحاذ له من الجانبين، غير مخصص لمرور المشاة ويستخدم للحالات الطارئة مثل سيارات الإسعاف ومركبات الشرطة... إلخ.
- نهر الطريق: هو جزء الطريق المعد لمرور المركبات، ويقع بين حافتي الرصيف من كل جهة من الطريق ولا يشمل الرصيف.
- المسلك: هو جانب من نهر الطريق المعد للسير من جهة واحدة، وبعض الطرق يكون لها مسلكان منفصلان بينهما جزيرة أمان.
- المسار أو المسرب أو الحارة: هو الممر، وهو عبارة عن أي جزء من الأجزاء التي يقسم إليها المسلك الواحد، ويسمح عرضه بمرور صف واحد من المركبات المتتابعة بجانب صف من الدراجات الآلية، ويكون عرضه بين (3 إلى 3,75 مترًا) وفقًا لتصنيف الطريق.
- الجزيرة الوسطية: هي المسافة الفاصلة بين المسلكين، وعادة ما تكون بها الخدمات على الطريق كأعمدة الإنارة، والشواخص، وخطوط الكهرباء وأجهزة ضبط السرعة.

## أنواع الطرق

### الطرق المحلية والفرعية
تستوعب الطرق المحلية حركة مرور السيارات داخل حدود المناطق المحلية. وتصل الطرق الفرعية المجموعات السكانية الصغيرة بعضها ببعض، كما تربط الطرق المحلية بالطرق الرئيسية الممتدة إلى الأماكن النائية. وتقوم سلطات الحكم المحلي بشقِّ وتعبيد معظم الطرق المحلية والفرعية وصيانتها.

### الطرق الرئيسية
أكثر الطرق أهمية تلك التي تستوعب أكبر عدد من السيارات وعربات النقل والحافلات، إذ إنها تربط المجتمعات السكانية الكبيرة بعضها ببعض.
يتم تقسيم بعض الطرق التي تتسع لأربعة مسارات أو أكثر، برصيف أرضي يمتد بطول منتصفها، يعرف باسم رصيف الأمان المركزي، إضافة إلى سياج حماية في أغلب الأحيان. ويؤمِّن هذا الرصيف حركة المرور في الاتجاهين. ويساعد في حماية المركبات من الاصطدام.

## أسماء الطريق
- الزقاق والزنقة والحارة
- «الجادة» ودخلت تلك الكلمة اللغة التركية ولا زالت متداولة.[3]
- «النهج» وهذا المصطلح شائع في تونس

## حقوق الطريق
الطَّرِيقُ فِي اللُّغَةِ:
السبيل يذكر ويؤنث، بالتذكير جاء في القرآن: ﴿وَلَقَدْ أَوْحَيْنَا إِلَى مُوسَى أَنْ أَسْرِ بِعِبَادِي فَاضْرِبْ لَهُمْ طَرِيقًا فِي الْبَحْرِ يَبَسًا لَا تَخَافُ دَرَكًا وَلَا تَخْشَى ۝٧٧﴾ [طه:77]ويقال: الطريق الأعظم والطريق العظمى.
الطريق في الاصطلاح:
لا يخرج عن المعنى اللغوي، ويطلق على النافذ، وغير النافذ، والواسع والضيق، والعام والخاص.
والطريق قد يكون عاما، وقد يكون خاصا فالطريق العامما يسلكه قوم غير محصورين، أو ما جعل طريقا عند إحياء بلد أو قبله أو وقفه مالك الأرض ليكون طريقاً ولو بغير إحياء.
وَإِنْ وُجِدَ سَبِيلٌ يَسْلُكُهُ النَّاسُ عَامَّةً، اعْتُمِدَ فِيهِ الظَّاهِرُ وَاعْتُبِرَ طَرِيقًا عَامًّا، وَلاَ يَبْحَثُ عَنْ أَصْلِهِ.
أَمَّا بِنْيَاتُ الطَّرِيقِ – وَهِيَ الْمَمَرَّاتُ الْخَفِيَّةُ الَّتِي يَعْرِفُهَا الْخَوَاصُّ – فَلاَ تَكُونُ بِذَلِكَ طَرِيقًا.

## الاهتمام بحق الطريق
- المحافظة على نظافة الطريق وتعهده وإصلاحه واعتبار المحافظة على الطريق شعبة من شعب الإيمان قال رسول الله ﷺ:(الإيمان بضع وسبعون أو بضع وستون شعبة فأفضلها قول لا إله إلا الله وأدناها إماطة الأذى عن الطريق والحياء شعبة من الإيمان). رواه مسلم

ورتب الشرع الأجر العظيم على إماطة الأذى، فقال ﷺ:(بينما رجل يمشي بطريق وجد غصن شوك على الطريق فأخره، فشكر الله له، فغفر له) متفق عليه.
وقال ﷺ:(لقد رأيت رجلاً يتقلب في الجنة في شجرة قطعها من ظهر الطريق كانت تؤذي الناس) رواه مسلم، ومعنى (يتقلب): أي يتنعم، فكانت نتيجة إماطته للأذى عن طريق المسلمين أن أدخله الله عز وجل الجنة، وماذا يرجو المسلم من أعماله أكثر من دخوله الجنة؟!
وعن أبي برزة الأسلمي قال: قلت: يا نبي الله، علمني شيئاً انتفع به، قال:(اعزل الأذى عن طريق المسلمين)رواه مسلم.
- تحريم الاعتداء على الطريق وذلك بالنهي عن كل أمر فيه إضرار بالطريق، فقد أكد العلماء في شروحهم لحديث حق الطريق أنه يجب على المسلم كف الأذى عن الطريق، فكما أن إماطة الأذى عن الطريق صدقة يؤجر المسلم عليها، كذلك الاعتداء على الطريق وزر يحاسب عليه، أو وضع عقبات في الطريق يعثر فيها المشاة، أو إلقاء قاذورات أو أشواك تضر المارة، أو تضييقه الطريق بمجلسه أو قعوده حيث يتأذى الجيران، فيكشف نساءهم، ويقيد عليهم حريتهم، كل ذلك إضرار به مما يجب كفه، والعمل على إبعاد المارة منه.[5]

## حقوق الطريق
عن أبي سعيد الخدري رضي الله عنه عن النبي صلى الله عليه وسلم قال:«إياكم والجلوس في الطرقات قالو: يا رسول الله ما لنا بد من مجالسنا نتحدث فيها، قال رسول الله صلى الله عليه وسلم: فإذا أبيتم إلا الجلوس فأعطوا الطريق حقه، قالوا: وما حقه؟قال: غض البصر، وكف الأذى، ورد السلام، والأمر بالمعروف والنهي عن المنكر».
عن أبي هريرة أن رسول الله صلى الله عليه وسلم قال:«إتقوا اللعانين قالوا وما اللعانان يا رسول الله قال الذي يتخلى في طريق الناس أو في ظلهم».
- غض البصر

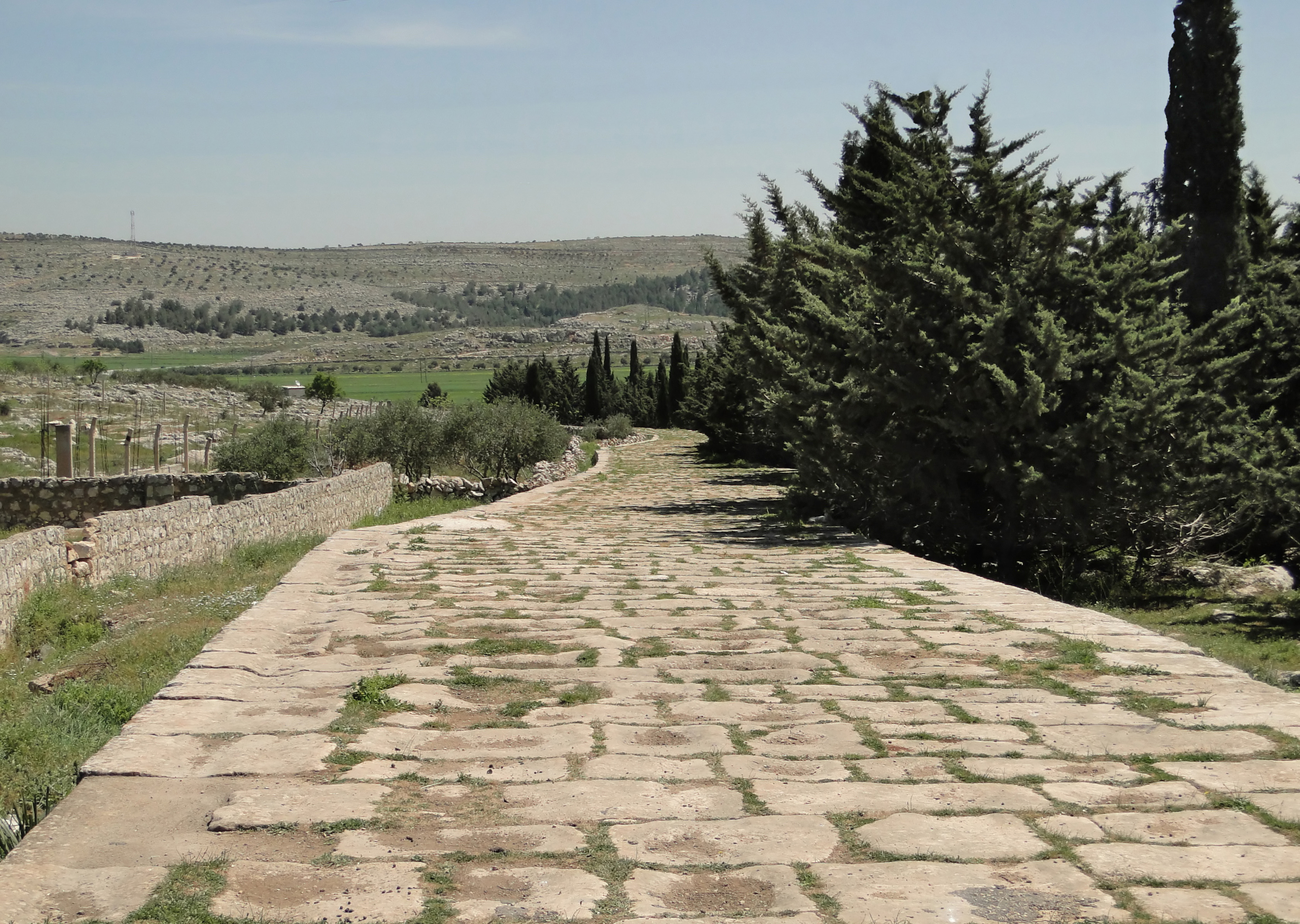
طريق روماني في شمال سوريا قرب حلب

الأمر بغض البصر يشترك فيه الرجال والنساء على حد سواء، وذلك لأن إطلاق البصر فيما يحرم يجلب عذاب القلب وألمه، وصاحبه يظن أنه يروِّح عن نفسه ويبهج قلبه، ولكن هيهات. ومُدمن النظر إلى النساء أعظمهم عذاباً، وكما قال ابن تيمية رحمه الله:
(تعمد النظر يورث القلب علاقة يتعذب بها الإنسان، وإن قويت حتى صارت غراماً وعشقاً زاد العذاب الأليم، سواء قدر أنه قادر على المحبوب أو عاجز عنه، فإن كان عاجزاً فهو في عذاب أليم من الحزن والهم والغم، وإن كان قادراً فهو في عذاب أليم من خوف فراقه، ومن السعي في تأليفه وأسباب رضاه!).
وأصل ذلك ومبدؤه من النظر، فلو أنه غض بصره لارتاحت نفسه وارتاح قلبه. قال تعالى: {﴿قُلْ لِلْمُؤْمِنِينَ يَغُضُّوا مِنْ أَبْصَارِهِمْ وَيَحْفَظُوا فُرُوجَهُمْ ذَلِكَ أَزْكَى لَهُمْ إِنَّ اللَّهَ خَبِيرٌ بِمَا يَصْنَعُونَ ۝٣٠ وَقُلْ لِلْمُؤْمِنَاتِ يَغْضُضْنَ مِنْ أَبْصَارِهِنَّ وَيَحْفَظْنَ فُرُوجَهُنَّ وَلَا يُبْدِينَ زِينَتَهُنَّ إِلَّا مَا ظَهَرَ مِنْهَا وَلْيَضْرِبْنَ بِخُمُرِهِنَّ عَلَى جُيُوبِهِنَّ وَلَا يُبْدِينَ زِينَتَهُنَّ إِلَّا لِبُعُولَتِهِنَّ أَوْ آبَائِهِنَّ أَوْ آبَاءِ بُعُولَتِهِنَّ أَوْ أَبْنَائِهِنَّ أَوْ أَبْنَاءِ بُعُولَتِهِنَّ أَوْ إِخْوَانِهِنَّ أَوْ بَنِي إِخْوَانِهِنَّ أَوْ بَنِي أَخَوَاتِهِنَّ أَوْ نِسَائِهِنَّ أَوْ مَا مَلَكَتْ أَيْمَانُهُنَّ أَوِ التَّابِعِينَ غَيْرِ أُولِي الْإِرْبَةِ مِنَ الرِّجَالِ أَوِ الطِّفْلِ الَّذِينَ لَمْ يَظْهَرُوا عَلَى عَوْرَاتِ النِّسَاءِ وَلَا يَضْرِبْنَ بِأَرْجُلِهِنَّ لِيُعْلَمَ مَا يُخْفِينَ مِنْ زِينَتِهِنَّ وَتُوبُوا إِلَى اللَّهِ جَمِيعًا أَيُّهَ الْمُؤْمِنُونَ لَعَلَّكُمْ تُفْلِحُونَ ۝٣١﴾ [النور:30–31] .
والشرع المطهر لم يغفل ما قد يقع من الناس بدون قصد منهم، فأمر من نظر إلى امرأة أجنبية بدون قصد منه أن يصرف بصره عنها ولا يتمادى. قال جرير بن عبد الله البجلي رضي الله عنه سألت رسول الله ﷺ عن نظر الفجأة فأمرني أن أصرف بصري . رواه مسلم
ومعنى نظر الفجأة أن يقع بصره على الأجنبية من غير قصد فلا إثم عليه في أول ذلك، ويجب عليه أن يصرف بصره في الحال، فإن صرف في الحال فلا إثم عليه، وإن استدام النظر أثم .
- كف الأذى

من حقوق الطريق، كف الأذى وعدم إيذاء الناس في أبدانهم أو أعراضهم. وفي الحديث الذي رواه عبدالله بن عمرو رضي الله عنهما، أن النبي ﷺ قال «المسلم من سَلِم المسلمون من لسانه ويده» رواه البخاري ومسلم.
والحديث من جوامع كلمه ﷺ فيشمل اللسان من تكلم بلسانه وآذى الناس في أعراضهم أو سبهم ويشمل من أخرج لسانه استهزاء وسخرية وكذا اليد فإن أذيتها لا تنحصر في الضرب بل تتعداها إلى أمور أُخر كالوشاة بالناس والسعي في الإضرار بهم عن طريق الكتابة أو القتل ونحو ذلك.
بل إن من محاسن هذا الدين أن كان كف المرء شره وأذاه عن الناس صدقة يتصدق بها على نفسه جاء ذلك في حديث أبي ذر رضي الله عنه قال: سألت النبي ﷺأي العمل أفضل؟ قال «إيمان بالله وجهاد في سبيله» قلت فأي الرقاب أفضل؟ قال «أعلاها ثمناً وأنفسها عند أهلها» قلت فإن لم أفعل؟ قال «تعين صانعا أو تصنع لأخرق» قال فإن لم أفعل؟ قال «تدع الناس من الشر فإنها صدقة تصدق بها على نفسك» رواه البخاريـ وعند مسلم: «تكف شرك عن الناس فإنها صدقة منك على نفسك».
- رد السلام

من حقوق الطريق رد السلام وهو واجب لقوله ﷺ وسلم في حديث أبي هريرة رضي الله عنه«خمس تجب للمسلم على أخيه رد السلام وتشميت العاطس وإجابة الدعوة وعيادة المريض واتباع الجنائز». رواه البخاري ومسلم
- وجوب الأمر بالمعروف والنهي عن المنكر

هو ما استحقت به الأمة الخيرية بين الأمم: ﴿كُنْتُمْ خَيْرَ أُمَّةٍ أُخْرِجَتْ لِلنَّاسِ تَأْمُرُونَ بِالْمَعْرُوفِ وَتَنْهَوْنَ عَنِ الْمُنْكَرِ وَتُؤْمِنُونَ بِاللَّهِ وَلَوْ آمَنَ أَهْلُ الْكِتَابِ لَكَانَ خَيْرًا لَهُمْ مِنْهُمُ الْمُؤْمِنُونَ وَأَكْثَرُهُمُ الْفَاسِقُونَ ۝١١٠﴾ [آل عمران:110] .
قال ابن كثير قال عمر بن الخطاب رضي الله عنه من سره أن يكون من تلك الأمة فليؤد شرط الله فيها، رواه ابن جرير، ومن لم يتصف بذلك أشبه أهل الكتاب الذين ذمهم الله بقوله تعالى: ﴿كَانُوا لَا يَتَنَاهَوْنَ عَنْ مُنْكَرٍ فَعَلُوهُ لَبِئْسَ مَا كَانُوا يَفْعَلُونَ ۝٧٩﴾ [المائدة:79] .
وإذا ترك الناس الأمر بالمعروف والنهي عن المنكر حلَّ بهم العقاب فقد روى الإمام أحمد في مسنده قال (قام أبوبكر رضي الله عنه فحمد الله عز وجل وأثنى عليه فقال: أيها الناس إنكم تقرأون هذه الآية ﴿يَا أَيُّهَا الَّذِينَ آمَنُوا عَلَيْكُمْ أَنْفُسَكُمْ لَا يَضُرُّكُمْ مَنْ ضَلَّ إِذَا اهْتَدَيْتُمْ إِلَى اللَّهِ مَرْجِعُكُمْ جَمِيعًا فَيُنَبِّئُكُمْ بِمَا كُنْتُمْ تَعْمَلُونَ ۝١٠٥﴾ [المائدة:105] وإنكم تضعونها على غير موضعها وإني سمعت رسول الله ﷺ يقول: «إن الناس إذا رأوا المنكر، ولم يغيروه أوشك الله أن يعمهم بعقاب»، وفي الأمر بالمعروف والنهي عن المنكر فوائد عظيمة للأمة من أهمها تحصين الأمة من الرذائل والفواحش والعقوبات.
- هداية السائل عن الطريق

من حقوق الطريق إرشاد السائل عن الطريق وهدايته إليه، سواءً كان ضالاً أو أعمى وقد بين النبي ﷺ أن من حق الطريق «إرشاد السبيل». رواه أبو داوود
- ومن حق الطريق إزالة الأذى عنه

من الآداب المستحبة في الطريق إزالة الأذى عن الطريق، بل هي من الإيمان، قال ﷺ «الإيمان بضع وسبعون شعبة أو بضع وستون شعبة، فأفضلها قول لا إله إلا الله، وأدناها إماطة الأذى عن الطريق والحياء شعبة من الإيمان».رواه البخاري
وهي من الصدقات، ففي حديث أبي هريرة رضي الله عنه قال قال رسول الله ﷺ: «كل سلامى من الناس عليه صدقة... ثم قال: وتميط الأذى عن الطريق صدقة» رواه البخاري ومسلم.
وبسببها أدخل رجل الجنة فقد قال رسول الله ﷺ قال«بينما رجل يمشي بطريق وجد غصن شوك على الطريق فأخره، فشكر الله له فغفرله». رواه البخاري ومسلم.
- تحريم قضاء الحاجة في طريق الناس أو ظلهم

حذر رسولنا ﷺ ، من التخلي في طريق الناس أو ظلهم، لأن ذلك حق عام، فلا يحل لامرئٍ أن يفسد على الناس طرقهم التي يمشون عليها، أو ظلهم الذي فيه يجلسون، وبه يتقون حر الشمس فعن أبي هريرة رضي الله عنه قال قال رسول الله ﷺ :«اتقوا اللعانين» قالوا: وما اللعانان يا رسول الله؟ قال: «الذي يتخلى في طريق الناس، وظلهم» رواه مسلم.
- إعانة الرجل في حمله على دابته أو رفع متاعه عليها

فإذا رأيت كبير السن أو المقعد يريد أن يركب دابة أو سيارة وكان ذلك يشق عليه، فإنك تعينه على ذلك، أو تعينه في حمل متاعه، وهذا من الصدقة التي يؤجر المسلم عليها. فعن أبي هريرة رضي الله عنه عن النبي ﷺ قال: «كل سُلامى عليه صدقة، كل يوم، يعين الرجل في دابته يحامله عليها أو يرفع عليها متاعه صدقة». رواه البخاري

## انظر أيضا

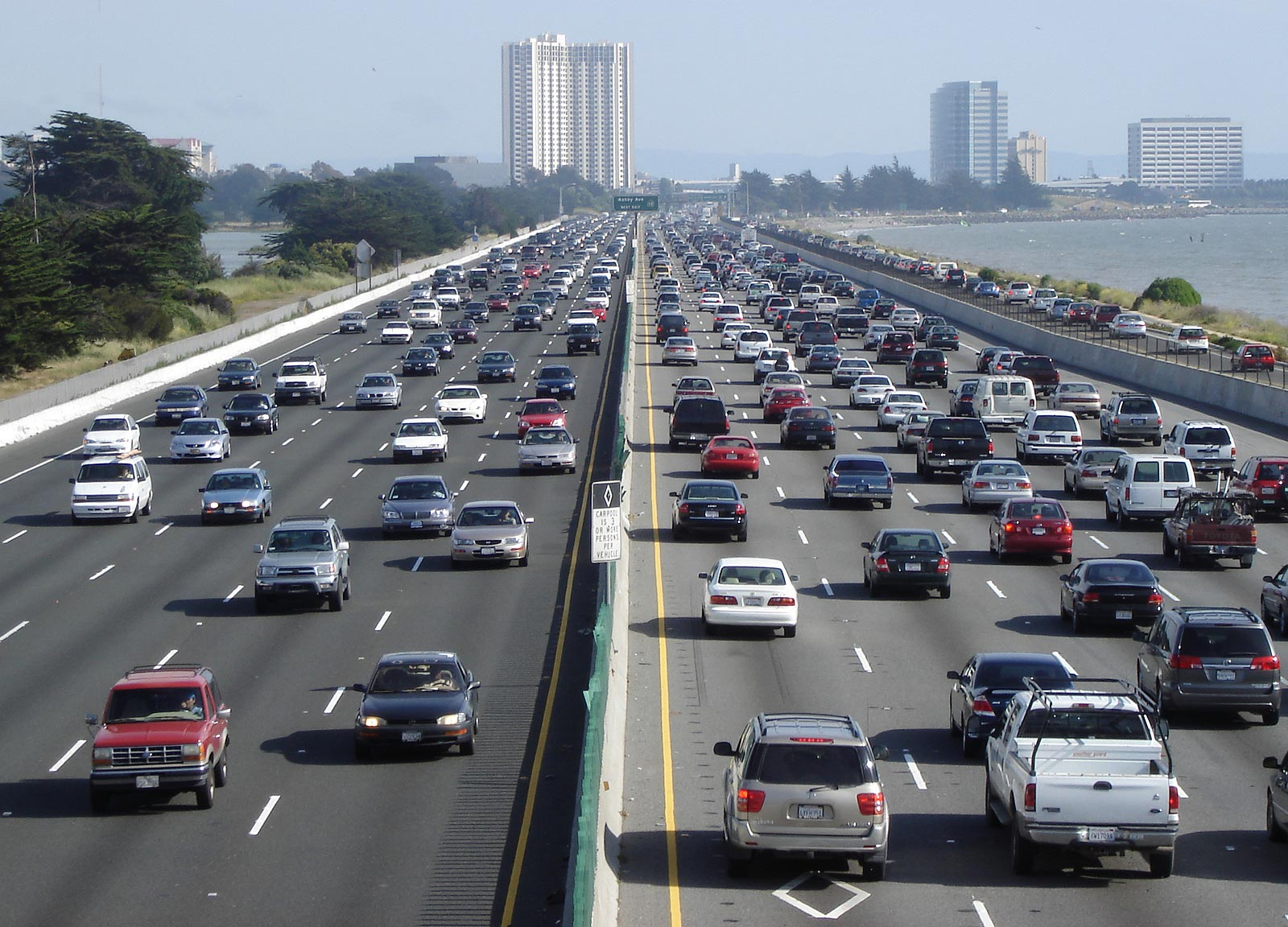
الطريق السريع 80 ، وثاني أطول الطرقات السريعة بين الولايات الأميركية، ويمتد من ولاية كاليفورنيا إلى ولاية نيو جيرسي
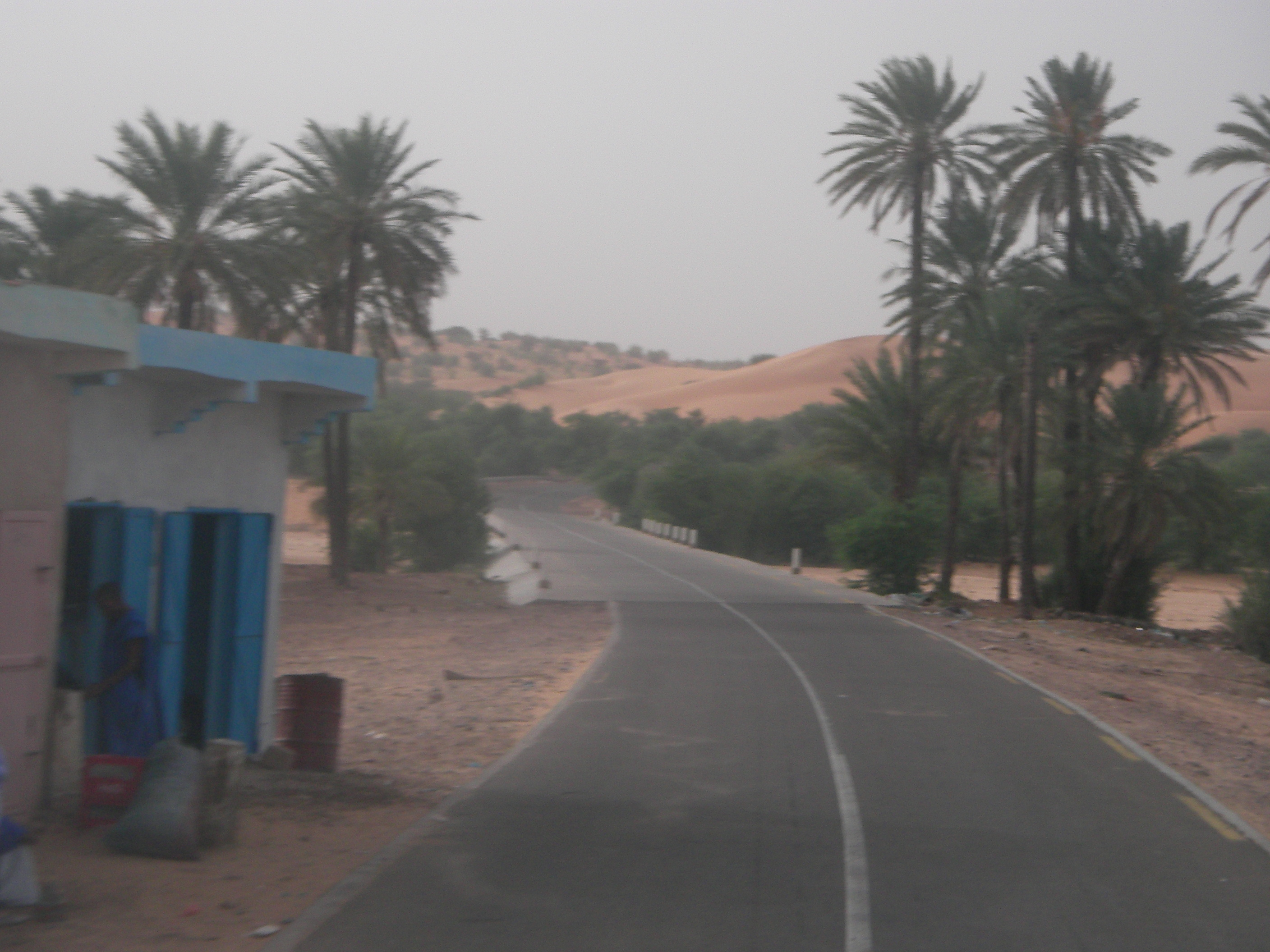
طريق في موريتانيا يصل بين المدن.
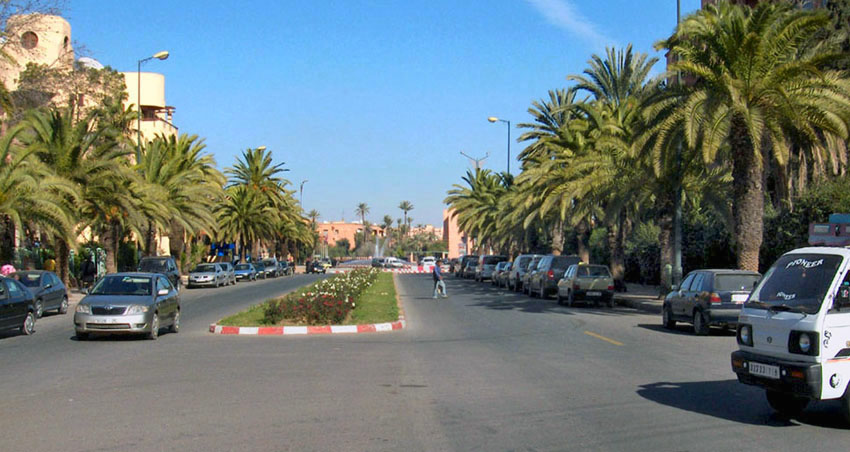
طريق حضري في مدينة مراكش.
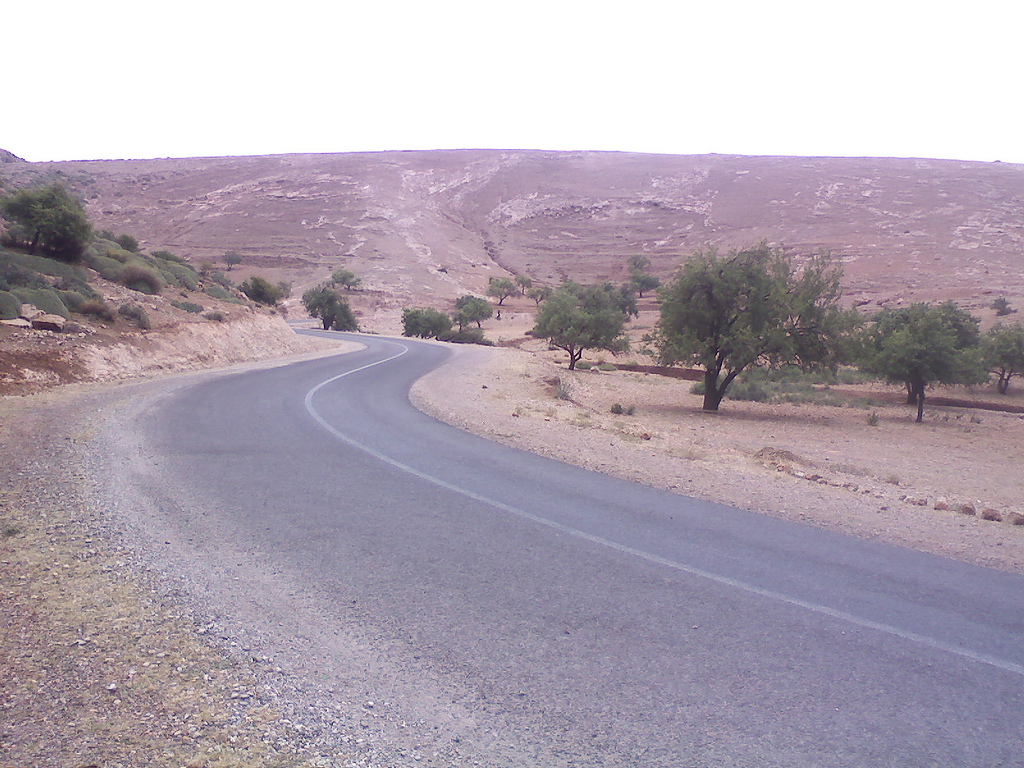
منعطفا طريق متتاليان.
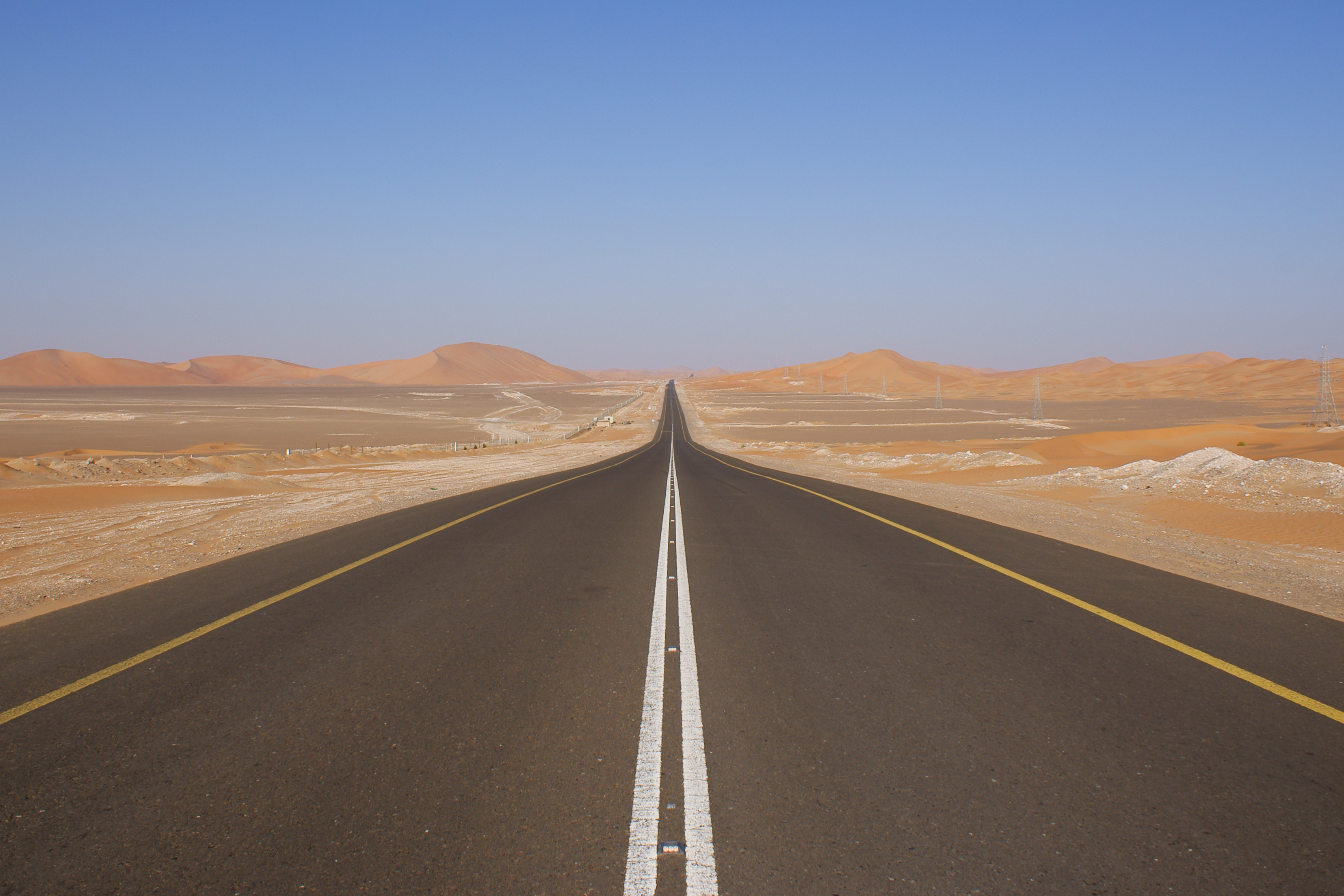
طريق صحراوي في الإمارات.
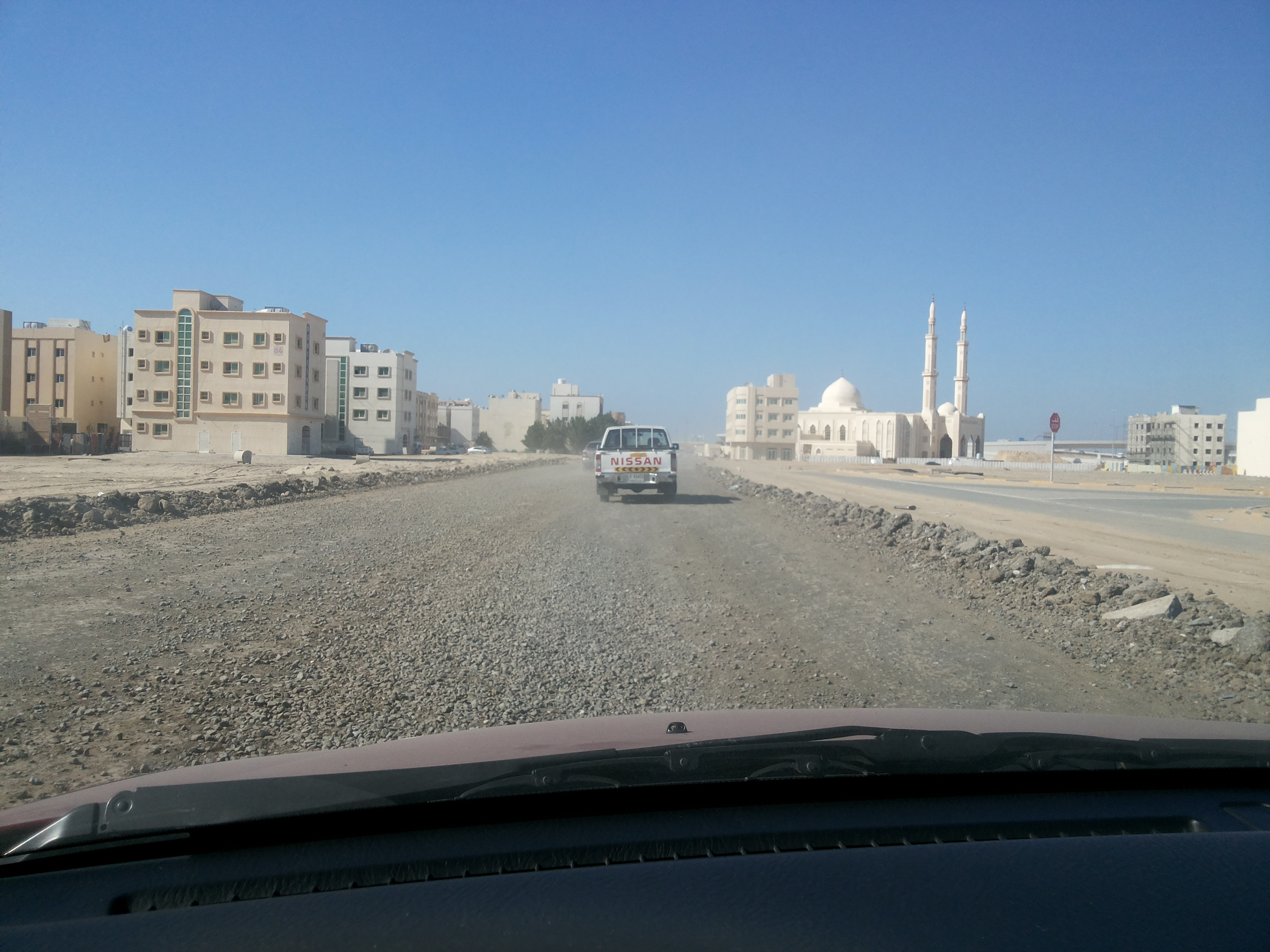
مُحَصَّبَة أو مكدام في إمارة الشارقة ، الإمارات العربية المتحدة.
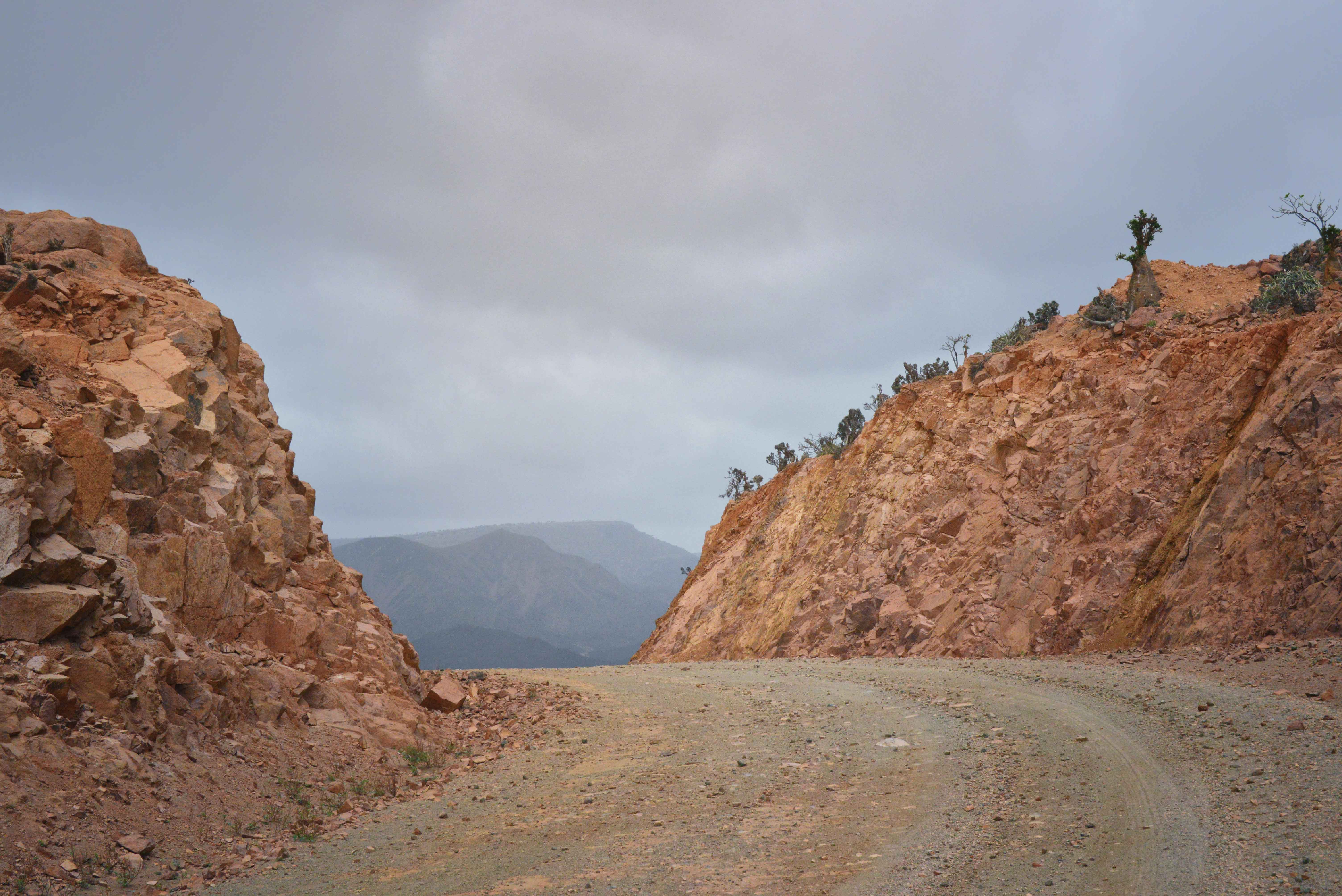
طريق ترابي في جزيرة سقطرى ، اليمن.